# ميليكا ميجانوف
ميليكا ميجانوف (من مواليد 1860، الجبل الأسود) جندية تعتبر إحدى أبطال الحرب العالمية الأولى.

## السيرة الشخصية
ولدت ميليكا ميجانوف في ميدون، الجبل الأسود عام 1860، كانت واحدة من ثلاث بنات لدى دوق الجبل الأسود، ماركو ميجانوف بعد أن تزوج من إيفان لازوفيتش. تطوعت ميجانوف في الجيش عام 1914 كأم مسنة حتى بعد إعفاء الرجال من الخدمة الفعلية حيث كانت الحرب في جميع أنحاء البلقان. على عكس النساء الأخريات اللواتي إنضممن إلى الجيش، لم تغير هويتها أو حتى اسمها وأستطاعت القتال كإمرأة حتى نهاية الحرب.

### الحياة الشخصية
رزقت ميليكا بإبنة علم 1898 أسمتها أولغا. التي أصبحت فيما بعد كاتبة، راقصة، ملحنة، فيلسوفة ومعلمة. والتي غيرت إسمها فيما بعد إلى أولغيفانا لويد رايت بعد تزوجها من المهندس المعماري الأمريكي فرانك لويد رايت.

## التراث
عكست المونودراما دور المرأة في الحرب العالمية الأولى حيث تنقل هذه الدراما الأحادية أمثلة للنساء اللائي شاركن كمحاربين أو ممرضات متطوعات أو عاملات في المجال الإنساني في الحرب العالمية الأولى ومن بين هذه الأمثلة المشرفة قصة ميلجانوفا التي عرضت في فيلم "Čelične ratnice - Žene dobrovoljci u Prvom svetskom ratu". ويتستند نص القصة إلى سجلات أصلية وبيانات أصلية ومقاطع من السير الذاتية للمحاربات في الحرب العالمية الأولى. وفي المتحف التاريخي لصربيا الذي اقيم في ديسمبر 2014 يتضمن مجموعة «محاربون من الصلب- نساء متطوعات في الحرب العالمية الأولى».

## قائمة المراجع
- ديوكيتش، تريفون (1957). ماركو ميليانوف (باللغة الصربية). بلغراد: نوليت.
- ابوفيتش، بوغدان (2009). الحياة على المجيء (باللغة الصربية). أندرييفيتشا: كوموفي.